# Open d'Allemagne de golf
Pour les articles homonymes, voir Open d'Allemagne.
L'Open d'Allemagne de Golf est un ancien tournoi de golf. Créé en 1911, il a connu deux interruptions, de 1913 à 1925 puis de 1940 à 1950. Il figure au programme du Tour européen de la création de ce dernier en 1972, jusqu’à sa dernière édition en 1999.

## Palmarès
| année                 | Vainqueur             | Nationalité        |
| --------------------- | --------------------- | ------------------ |
| German Open           |                       |                    |
| 1911                  | Harry Vardon          | Angleterre         |
| 1912                  | John Henry Taylor     | Angleterre         |
| 1913-25               | Pas de tournoi        | Pas de tournoi     |
| 1926                  | Percy Alliss          | Angleterre         |
| 1927                  | Percy Alliss          | Angleterre         |
| 1928                  | Percy Alliss          | Angleterre         |
| 1929                  | Percy Alliss          | Angleterre         |
| 1930                  | Auguste Boyer         | France             |
| 1931                  | René Golias           | France             |
| 1932                  | Auguste Boyer         | France             |
| 1933                  | Percy Alliss          | Angleterre         |
| 1934                  | Alf Padgham           | Angleterre         |
| 1935                  | Auguste Boyer         | France             |
| 1936                  | Auguste Boyer         | France             |
| 1937                  | Henry Cotton          | Angleterre         |
| 1938                  | Henry Cotton          | Angleterre         |
| 1939                  | Henry Cotton          | Angleterre         |
| 1940-50               | Pas de tournoi        | Pas de tournoi     |
| 1951                  | Antonio Cerdá         | Argentine          |
| 1952                  | Antonio Cerdá         | Argentine          |
| 1953                  | Flory Van Donck       | Belgique           |
| 1954                  | Bobby Locke           | Afrique du Sud     |
| 1955                  | Ken Bousfield         | Angleterre         |
| 1956                  | Flory Van Donck       | Belgique           |
| 1957                  | Harry Weetman         | Angleterre         |
| 1958                  | Fidel DeLuca          | Argentine          |
| 1959                  | Ken Bousfield         | Angleterre         |
| 1960                  | Peter Thomson         | Australie          |
| 1961                  | Bernard Hunt          | Angleterre         |
| 1962                  | Bobby Verwey          | Afrique du Sud     |
| 1963                  | Brian Huggett         | Pays de Galles     |
| 1964                  | Roberto DeVicenzo     | Argentine          |
| 1965                  | Harold Henning        | Afrique du Sud     |
| 1966                  | Bob Stanton           | Australie          |
| 1967                  | Donald Swaelens       | Belgique           |
| 1968                  | Barry Franklin        | Afrique du Sud     |
| 1969                  | Jean Garaialde        | France             |
| 1970                  | Jean Garaialde        | France             |
| 1971                  | Neil Coles            | Angleterre         |
| 1972                  | Graham Marsh          | Australie          |
| 1973                  | Francisco Abreu       | Espagne            |
| 1974                  | Simon Owen            | Nouvelle-Zélande   |
| 1975                  | Maurice Bembridge     | Espagne            |
| 1976                  | Simon Hobday          | Afrique du Sud     |
| 1977                  | Tienie Britz          | Afrique du Sud     |
| Braun German Open     |                       |                    |
| 1978                  | Severiano Ballesteros | Espagne            |
| 1979                  | Tony Jacklin          | Angleterre         |
| 1980                  | Mark McNulty          | Zimbabwe           |
| German Open           |                       |                    |
| 1981                  | Bernhard Langer       | Allemagne de l'Est |
| Lufthansa German Open |                       |                    |
| 1982                  | Bernhard Langer       | Allemagne de l'Est |
| 1983                  | Corey Pavin           | États-Unis         |
| 1984                  | Wayne Grady           | Australie          |
| 1985                  | Bernhard Langer       | Allemagne de l'Est |
| German Open           |                       |                    |
| 1986                  | Bernhard Langer       | Allemagne de l'Est |
| 1987                  | Mark McNulty          | Zimbabwe           |
| 1988                  | Severiano Ballesteros | Espagne            |
| 1989                  | Craig Parry           | Australie          |
| Volvo German Open     |                       |                    |
| 1990                  | Mark McNulty          | Zimbabwe           |
| 1991                  | Mark McNulty          | Zimbabwe           |
| 1992                  | Vijay Singh           | Fidji              |
| 1993                  | Bernhard Langer       | Allemagne          |
| 1994                  | Colin Montgomerie     | Écosse             |
| 1995                  | Colin Montgomerie     | Écosse             |
| 1996                  | Ian Woosnam           | Pays de Galles     |
| 1997                  | Ignacio Garrido       | Espagne            |
| German Open           |                       |                    |
| 1998                  | Stephen Allan         | Australie          |
| 1999                  | Jarmo Sandelin        | Suède              |

1plus tard, citoyen Irlandais